# Queenie Leonard
Pour les articles homonymes, voir Léonard.
Queenie Leonard (18 février 1905 – 17 janvier 2002) est une actrice et une chanteuse anglaise.

## Filmographie
- 1937 : The Show Goes On de Basil Dean
- 1941 : Ladies in Retirement de Charles Vidor
- 1941 : Âmes rebelles
- 1944 : Jack l'Éventreur
- 1944 : La Falaise mystérieuse
- 1945 : Dix Petits Indiens de René Clair
- 1945 : Le Calvaire de Julia Ross (My Name Is Julia Ross) de Joseph H. Lewis
- 1945 : Molly and Me de Lewis Seiler
- 1946 : La Folle Ingénue
- 1947 : Mon père et nous
- 1951 : Thunder on the Hill
- 1951 : Alice au pays des merveilles de Clyde Geronimi, Wilfred Jackson et Hamilton Luske : voix de l'oiseau dans l'arbre
- 1952 : The Narrow Margin
- 1952 : Les Misérables
- 1952 : Tonnerre sur le temple
- 1956 : 23 Paces to Baker Street
- 1961 : Les 101 Dalmatiens de Clyde Geronimi, Wolfgang Reitherman et Hamilton Luske : voix de la vache Princesse
- 1962 : Hatari ! de Howard Hawks
- 1964 : Mary Poppins de Robert Stevenson
- 1964 : My Fair Lady de George Cukor
- 1967 : L'Extravagant Docteur Dolittle